# Hypoctonus browni
Espèce
Hypoctonus browni est une espèce d'uropyges de la famille des Thelyphonidae.

## Distribution
Cette espèce est endémique de Birmanie.

## Description
La carapace de la femelle holotype mesure 8,5 mm de long sur 5 mm.

## Étymologie
Cette espèce est nommée en l'honneur de John Coggin Brown.

## Publication originale
- Gravely, 1912 : Notes on Pedipalpi in the collection of the Indian Museum. III.–Some new and imperfectly known species of Hypoctomus. Records of the Indian Museum, vol. 7, p. 101-107 (texte intégral).